# Jílové (ort i Tjeckien)
Jílové är en stad i Tjeckien.   Den ligger i regionen Ústí nad Labem, i den nordvästra delen av landet, 80 km norr om huvudstaden Prag. Jílové ligger 265 meter över havet och antalet invånare är 5 307.
Terrängen runt Jílové är huvudsakligen kuperad, men åt nordväst är den platt. Jílové ligger nere i en dal. Runt Jílové är det ganska tätbefolkat, med 120 invånare per kvadratkilometer. Närmaste större samhälle är Děčín, 8,1 km öster om Jílové. I omgivningarna runt Jílové växer i huvudsak blandskog.